# Oleksandr Korniyenko
Oleksandr Korniyenko (tiếng Ukraina: Олександр Сергійович Корнієнко, đã Latinh hoá: Oleksandr Serhiiovych Korniienko; sinh ngày 12 tháng 5 năm 1984) là chính trị gia người Ukraina, Phó Chủ tịch thứ nhất Verkhovna Rada (quốc hội) Ukraina, cựu lãnh đạo Đảng Đầy tớ của Nhân dân, Đồng Chủ tịch Hội đồng Liên nghị viện Ukraina-NATO. Ông là một trong những lãnh đạo của chương trình Cải cách phân quyền và Cải cách hành chính công ở Ukraina, ông hỗ trợ phát triển chính sách thanh niên ở Ukraina. Ông có hơn 10 năm kinh nghiệm trong lĩnh vực tư vấn phát triển và huấn luyện doanh nghiệp. Ông được bầu vào Verkhovna Rada Ukraina năm 2019.

## Giáo dục
Năm 2001, Oleksandr Korniyenko bắt đầu học tại Viện Bách khoa Igor Sikorskyi Kyiv, Đại học Kỹ thuật Quốc gia Ukraina. Năm 2007, ông nhận bằng thạc sĩ Công nghệ và Kỹ thuật Hóa học.
Năm 2008, ông ghi danh vào Trung tâm Ukraina, Học viện Tâm lý trị liệu Wiesbaden ở Đức. Năm 2010, ông Oleksandr tốt nghiệp ngành tư vấn tâm lý.
Năm 2015, ông tiếp tục theo học tại Trường Huấn luyện Hiện sinh, năm 2018 ông tốt nghiệp và trở thành huấn luyện viên tư vấn về cách tiếp cận hiện sinh.
Năm 2020, Oleksandr Korniyenko ghi danh vào Viện Khoa học và Giáo dục về Hành chính Công và Dịch vụ Dân sự của Đại học Quốc gia Kyiv mang tên Taras Shevchenko để học bậc sau đại học, và hoàn thành chương trình với đề tài luận án "Các mô hình tổ chức lãnh thổ của cơ quan công quyền: Một phân tích so sánh".

## Hoạt động chuyên môn và sự nghiệp chính trị

### Sự nghiệp
Từ năm 2001 đến 2004, Oleksandr làm phóng viên cho tạp chí Milk, báo Young Guard. Từ năm 2004 đến năm 2006, ông thành lập và xuất bản báo dành cho học sinh và sinh viên.
Từ năm 2005 đến năm 2008, và từ năm 2011 đến năm 2013, ông làm đạo diễn buổi hòa nhạc và quản lý nhóm nhạc rock Tiny (Tiny Cahes). Trong thời gian này, ông cũng tham gia tổ chức các lễ hội.
Từ năm 2005 đến năm 2010, ông là đồng sáng lập tổ chức cho người trẻ SIM (Hội Sáng kiến Thanh niên), thúc đẩy các hoạt động về giáo dục và sáng tạo của thanh niên.
Năm 2008, ông bắt đầu hoạt động với tư cách là một doanh nhân trong lĩnh vực giáo dục cho người lớn và lĩnh vực kinh doanh, chuyên môn về xây dựng đội nhóm và trò chơi kinh doanh.
Từ năm 2015, ông là Chủ tịch Ban Kiểm soát của tổ chức phi chính phủ Dự án Trao đổi của Thanh niên. Năm 2016 đến năm 2018, ông làm việc cho dự án GoCamp, đã tổ chức thành công đưa các tình nguyện viên đến Ukraina để tham gia các trại ngôn ngữ dành cho trẻ mầm non.
Từ năm 2019 đến nay, ông làm công chức nhà nước.

### Hoạt động chính trị
Từ năm 2005 đến năm 2006, Oleksandr là Phó Chủ tịch nhóm thanh niên của Đảng Cải cách và Trật tự (chủ nghĩa tự do cánh hữu).
Năm 2006, ông tham gia tư vấn chính trị trong các chiến dịch bầu cử.
Năm 2015, ông làm việc tại văn phòng của Alexander Senkevich, lúc này đang là ứng cử viên cho vị trí thị trưởng Mykolaiv của Đảng Tự lực.
Năm 2009, ông trở thành thành viên của Đảng Mặt trận vì Thay đổi (trung dung) và làm tình nguyện viên trong 2 năm. Sau đó, ông làm cố vấn cho Ban Thư ký Dân chủ Thiên chúa giáo của Đảng DemAlliance trong hai năm cho đến năm 2017.
Năm 2018, Oleksandr tham gia Đảng Đầy tớ của Nhân dân (thành viên của Đảng Liên minh Tự do và Dân chủ châu Âu – đảng ALDE), ZeTeam (nhóm của Volodymyr Zelenskyi trong đảng này).
Năm 2019, ông trở thành trưởng khu vực bỏ phiếu của Đảng Đầy tớ của Nhân dân, đồng thời là ứng cử viên nghị sĩ của đảng này trong cuộc bầu cử quốc hội năm 2019, đứng thứ 7 trong danh sách nghị sĩ. Tháng 7 năm 2019, ông được bầu làm Nghị sĩ Ukraina khóa 9.
Từ tháng 8 năm 2019 đến tháng 10 năm 2021, Oleksandr là phó lãnh đạo thứ nhất của phe đa số tại Verkhovna Rada Ukraina, Trưởng Tiểu ban Tổ chức Quyền lực Nhà nước thuộc Ủy ban Xây dựng Nhà nước, Quản trị Địa phương, Phát triển Vùng và Đô thị của Verkhovna Rada.
Từ tháng 11 năm 2019 đến tháng 11 năm 2021, ông là lãnh đạo Đảng Đầy tớ Nhân dân (thành viên ALDE).
Ngày 19 tháng 10 năm 2021, Oleksandr Korniyenko giữ chức Phó Chủ tịch thứ nhất của Verkhovna Rada Ukraina.

### Hoạt động quốc tế
Oleksandr là Đồng Chủ tịch Hội đồng Liên nghị viện Ukraina-NATO (UNIC). Ông giữ chức vụ Trưởng phái đoàn Verkhovna Rada của Ukraina tại Liên minh Nghị viện Thế giới (IPU) đồng thời giữ chức vụ Trưởng phái đoàn Verkhovna Rada của Ukraina tại Hội đồng Liên Nghị viện Hiệp hội các quốc gia Đông Nam Á (ASEAN). Ông là người nỗ lực làm sâu sắc thêm hợp tác liên nghị viện ở Nam Bán cầu, đặc biệt là với các nước Đông Nam Á.

## Quan điểm và thành tựu chính trị
Oleksandr Korniyenko có quan điểm tích cực về cải cách hành chính công và phân cấp quyền lực ở Ukraina, hỗ trợ phát triển chính sách thanh niên ở Ukraina. Trong nhiệm kỳ quốc hội khóa 9 hiện tại, ông đã tham gia thực hiện các cải cách quan trọng về tư pháp, đất đai, chống tham nhũng, kinh tế, phân cấp, cải cách bầu cử,... trong đó có việc xóa bỏ các rào cản quan liêu, thủ tục, hành chính.
Với tư cách là đại diện lãnh đạo quốc hội Ukraina, ông tích cực tham gia vào việc thực hiện các thay đổi về lập pháp và cải cách hội nhập với châu Âu để Ukraina sớm gia nhập Liên minh châu Âu.

## Bê bối

### Cơ quan Điện ảnh Nhà nước Ukraina
Ngày 2 tháng 12 năm 2019, đại diện của ngành công nghiệp điện ảnh Ukraina đã viết thư ngỏ gửi Thủ tướng, Bộ trưởng Bộ Văn hóa, Thanh niên và Thể thao, và người đứng đầu Cơ quan Dịch vụ Quốc gia để yêu cầu bãi nhiệm Ủy viên Oleksandr. Ông được bổ nhiệm vào ủy ban này vào ngày 20 tháng 10 năm 2019. Ông bị cáo buộc có liên quan đến hành động dùng ảnh hưởng chính trị để đề cử Julia Sinkevich vào vị trí chủ tịch Cơ quan Điện ảnh Nhà nước Ukraina. Bà Julia Sinkevich là ứng viên duy nhất cho vị trí này vào đợt tuyển dụng công chức năm đó.

### Phân biệt giới tính
Ngày 23 tháng 6 năm 2020, việc phân biệt giới tính xảy ra trong một phiên thảo luận giữa Oleksandr với David Arahamia, đảng viên Đảng Đầy tớ của Nhân dân, về sự xuất hiện của cấp phó Irina Allahverdieva. Sau này có bằng chứng cho rằng họ không chỉ thảo luận về Irina Allahverdiyev mà còn về Tatiana Dombrovska, ứng viên trong cuộc bầu cử thị trưởng Mykolaiv. Bà Tatiana cho biết không thể chấp nhận được tuyên bố phân biệt giới tính của Oleksandr, nhưng chấp nhận lời xin lỗi và tiếp tục làm việc.

## Gia đình
Ông Oleksandr Korniyenko đã kết hôn, họ có với nhau hai người con gái.